# Sestri Levante
Pour les articles homonymes, voir Levante (homonymie).
Sestri Levante est une commune de la ville métropolitaine de Gênes dans la région Ligurie en Italie.

## Histoire
De 1805 à 1814, Sestri Levante fit partie de l'arrondissement de Chiavari, dans le département des Apennins, créé le 6 juin 1805, dans le cadre de la nouvelle organisation administrative mise en place par Napoléon Ier en Italie et supprimé le 11 avril 1814, après la chute de l'Empire.

## Économie

### Secteur primaire
La pêche à l'anchois de la mer Ligure, traditionnellement importante, ne joue désormais plus qu'un rôle mineur dans l'économie de Sestri Levante. 

### Secteur secondaire
Par le passé, l'économie de la ville était marquée par une forte présence du secteur secondaire. À la fin du XIXe siècle, le chantier naval de Riva (en) vit le jour et devint rapidement l'un des plus importants de toute la péninsule italienne. Sestri Levante était alors pleinement intégré au triangle industriel Turin-Milan-Gênes. Son industrie ne se limitait cependant pas à la construction navale et le hameau de Trigoso abrita l'immense aciérie de la Fabbrica Italiana Tubi (it) qui ferma en 1982 lors de la crise du secteur sidérurgique. Les bâtiments de l'aciérie furent récupérés à des fins commerciales et désormais les investissements se concentrent surtout dans la construction résidentielle.
Le groupe Fincantieri, basée à Riva, poursuivit quant à lui ses activités importantes parmi lesquels la production de navires de guerre pour le compte de la Marina Militare. Le secteur nautique traversa cependant des crises en 1992 et 2008, se traduisant par des licenciements et un recul (voire un arrêt temporaire) des activités.

### Secteur tertiaire
Du fait de sa beauté naturelle, Sestri Levante attire de nombreux touristes qu'ils soient italiens ou étrangers. Le secteur balnéaire de la commune est particulièrement prisé en raison de ses falaises typiques de la Ligurie et de ses deux plages : l'une longue de 1 400 mètres donnant sur la baie des Fables et l'autre longue de 320 mètres donnant sur la baie du Silence.

## Sport
- l'Unione Sportiva Sestri Levante est le club de football fondé en 1919 et qui évolue en Serie C.

## Administration
| Période                                  | Période  | Identité          | Étiquette     | Qualité |
| ---------------------------------------- | -------- | ----------------- | ------------- | ------- |
| 29 mai 2023                              | En cours | Francesco Solinas | Centro-Destra |         |
| Les données manquantes sont à compléter. |          |                   |               |         |

### Hameaux
Riva Trigoso, Trigoso, San Bartolomeo, Santa Margherita di Fosso Lupara, Pila sul Gromolo, Santa Vittoria, San Bernardo, Villa Cascine, Villa Costarossa, Santa Vittoria, Villa Libiola, Villa Rovereto, Villa Tassani, Villa Loto, Villa Azaro, Villa Montedomenico.

### Communes limitrophes
Casarza Ligure, Lavagna, Moneglia, Ne.

## Galerie photographique

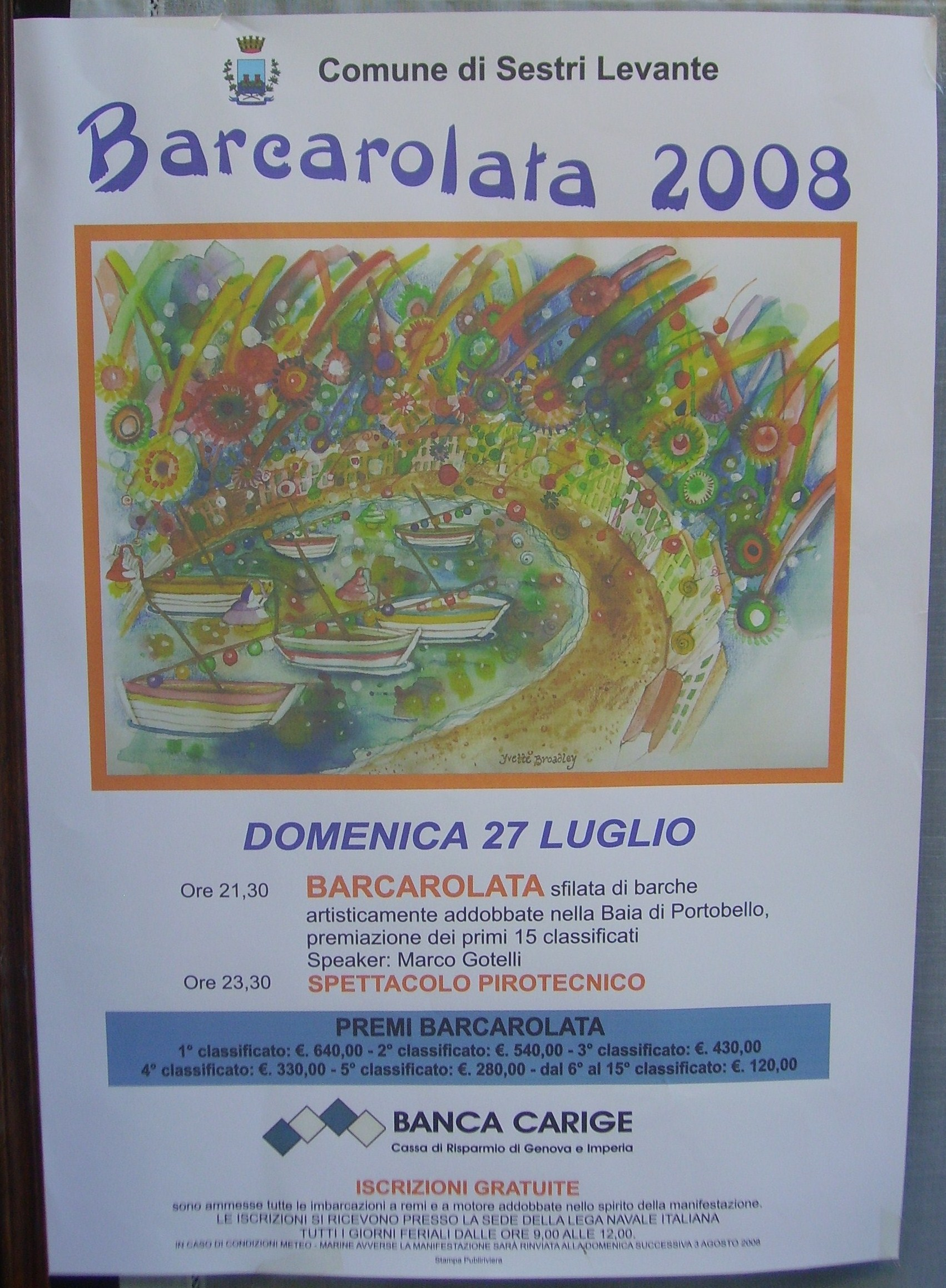
Affiche de la Barcarolata 2008.
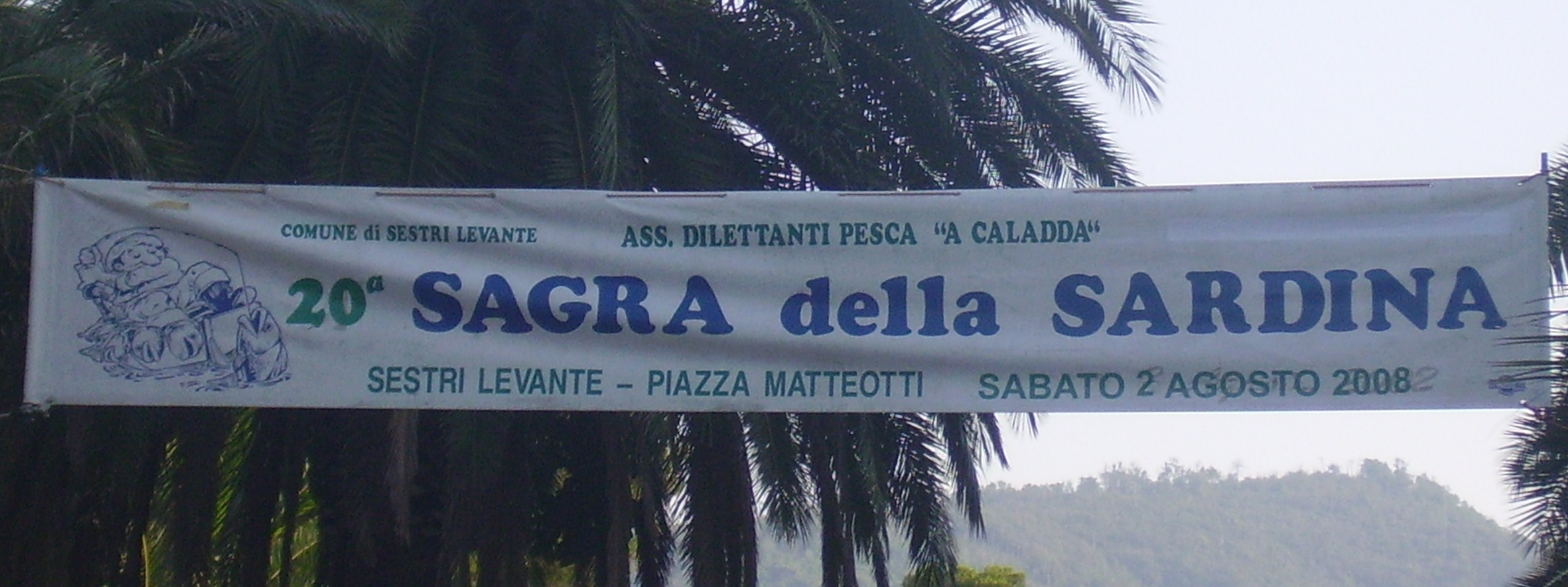
Fête de la sardine 2008.
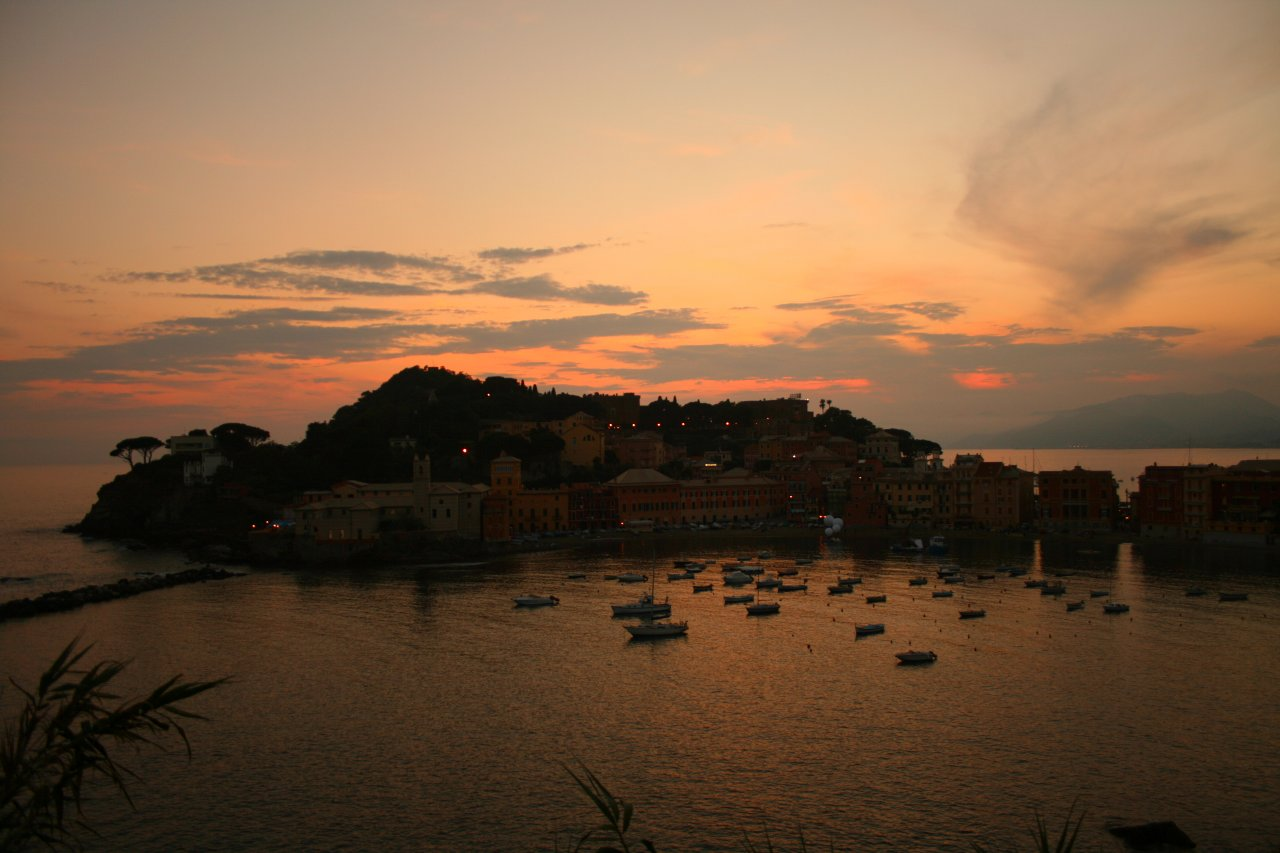
Au soleil couchant.
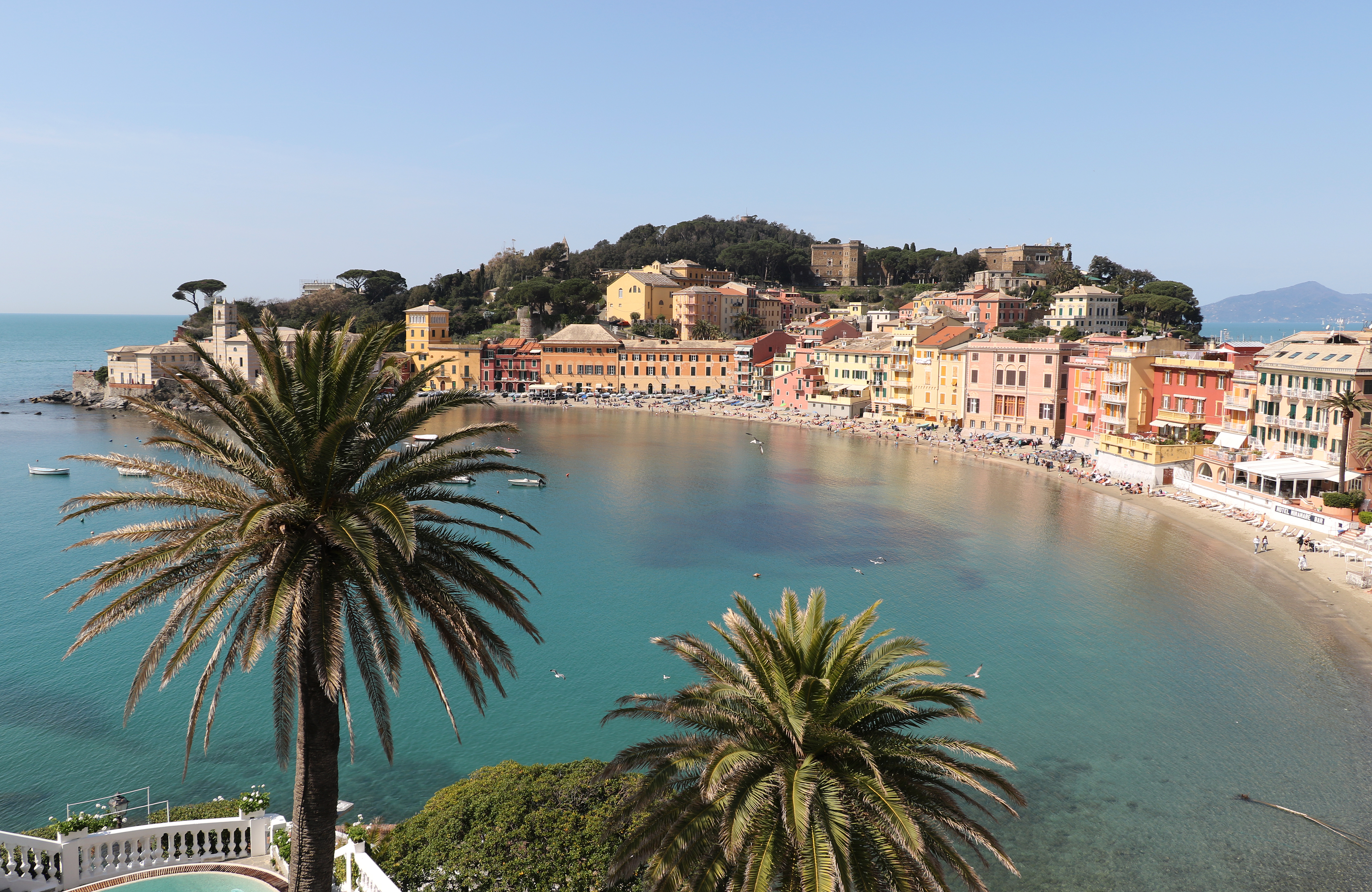
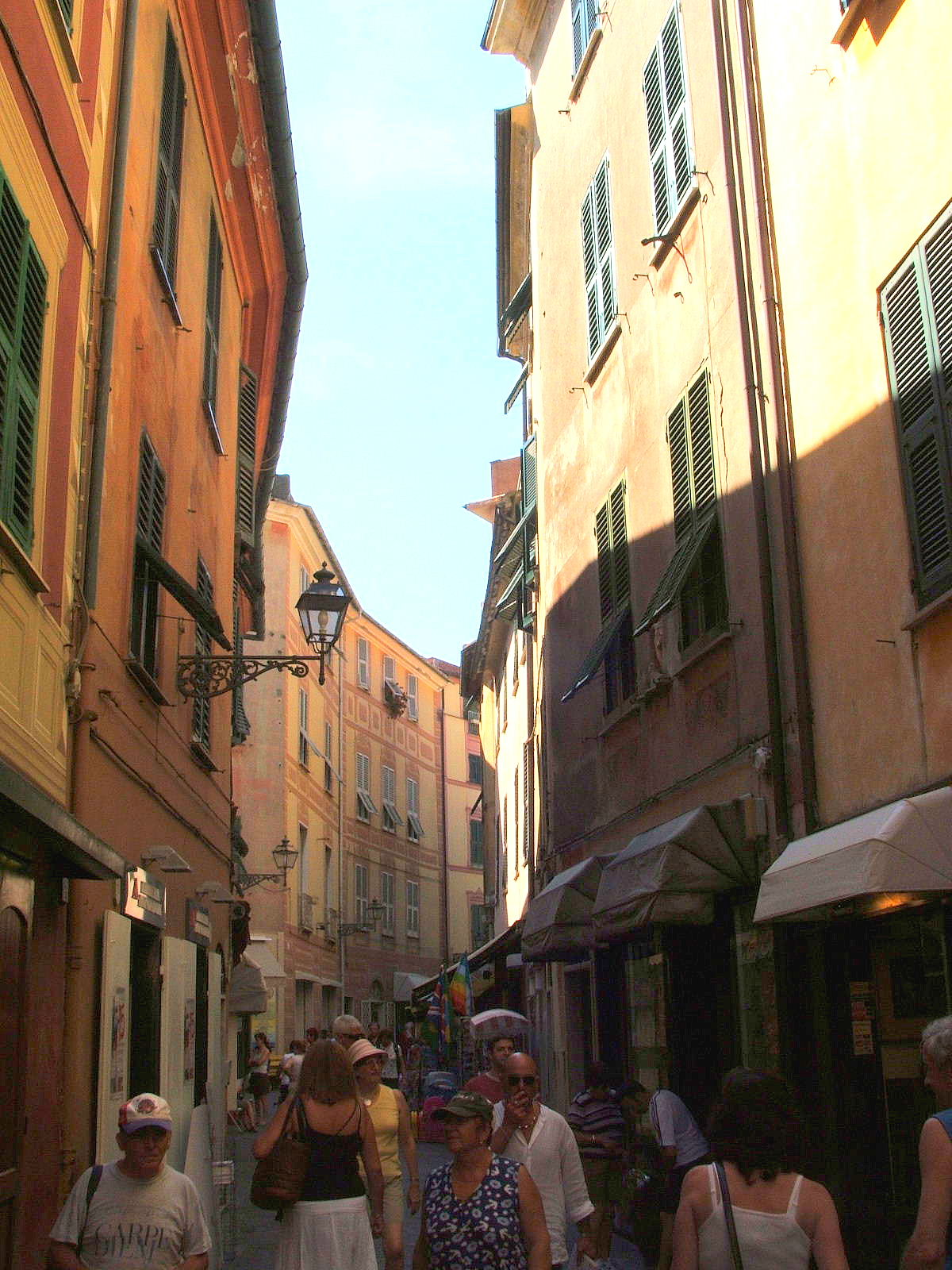
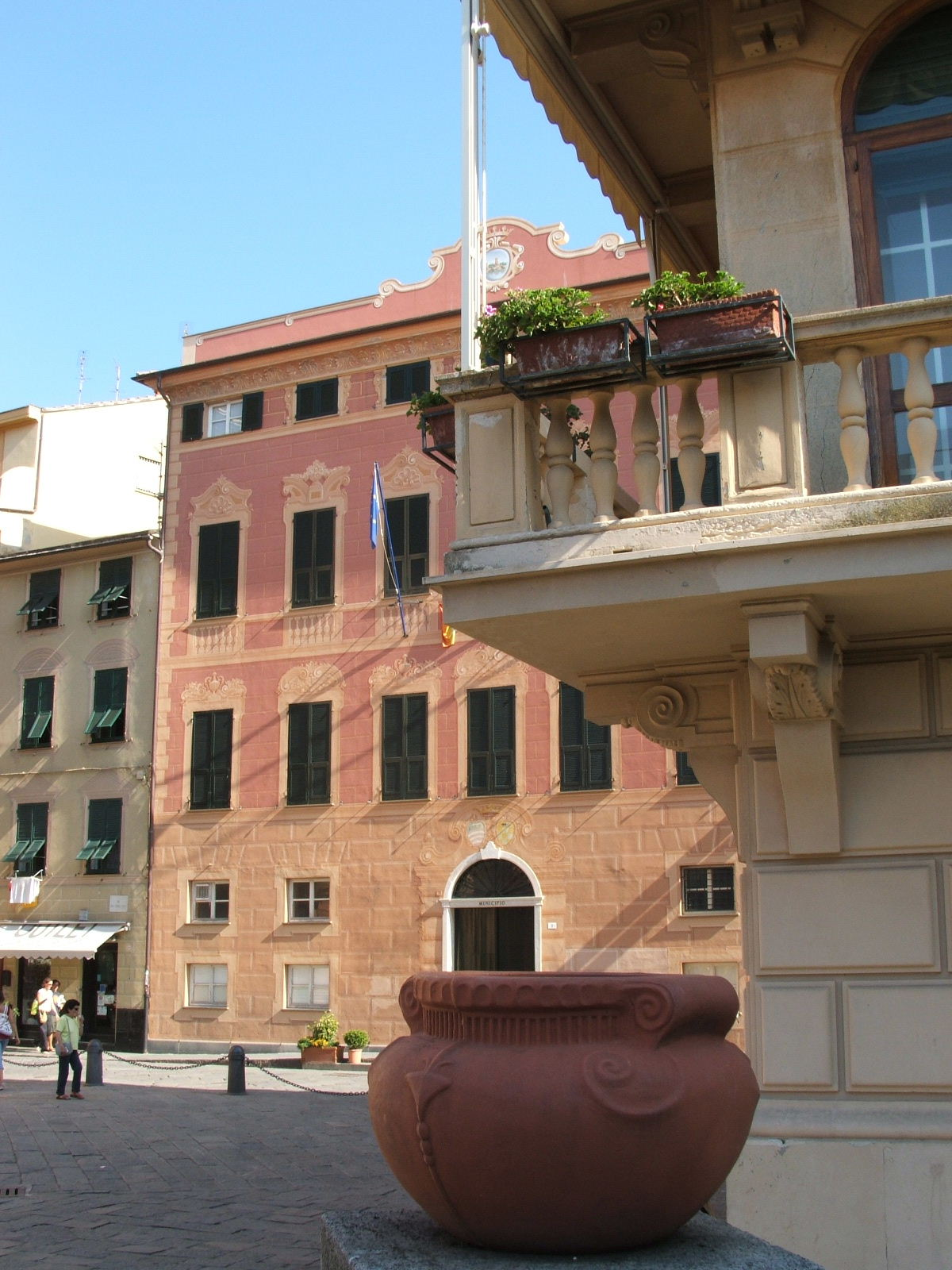
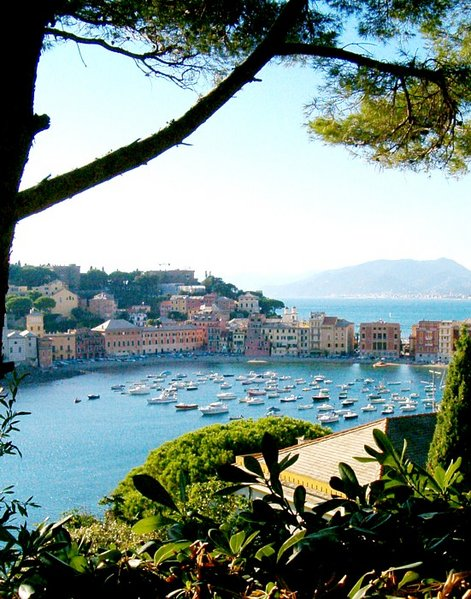
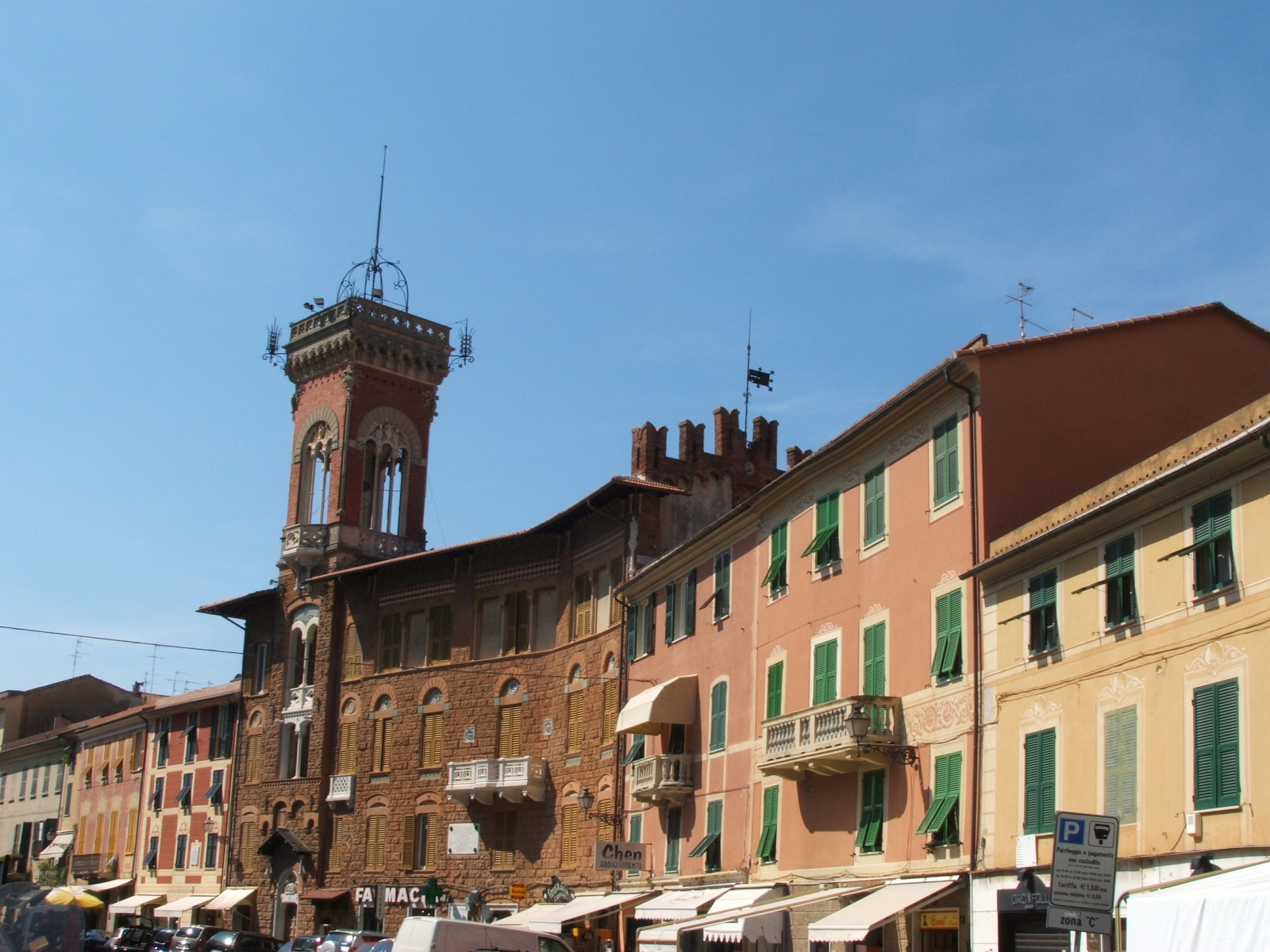
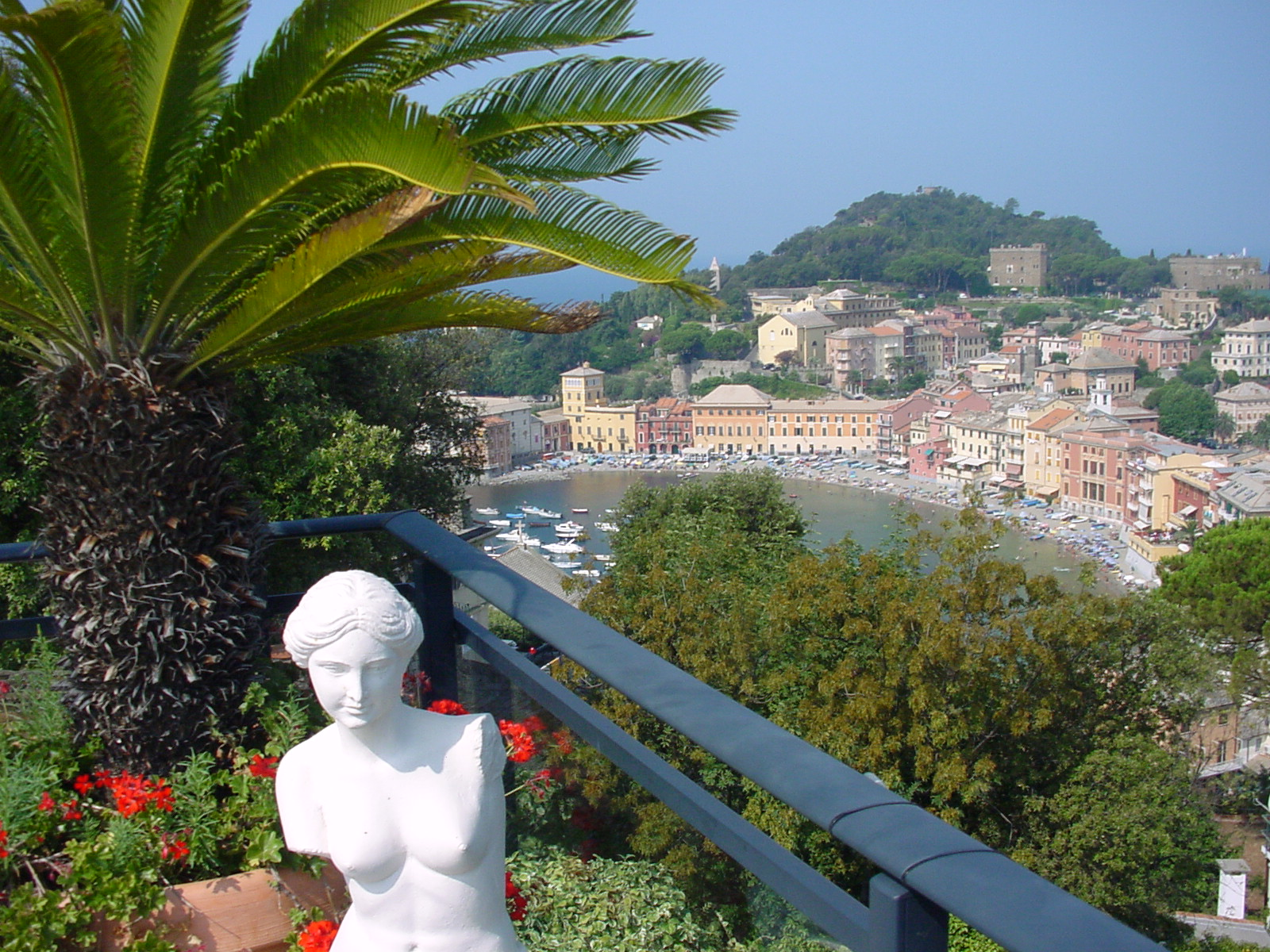